# Nekrolog 1515
Nekrolog
◄◄
| ◄
| 1511
| 1512
| 1513
| 1514
| 1515 | 1516 | 1517 | 1518 | 1519 | ► | ►►
Weitere Ereignisse | Allgemeiner Nekrolog 1515
Die Beschreibung der verstorbenen Person sollte so kurz wie möglich gehalten sein und nur deren signifikante Tätigkeit(en) enthalten.
Neue Namen ggf. auch unter dem Geburts- und Sterbedatum, also etwa unter 1. Januar und im Geburts- und Sterbejahr (2024) eintragen (nur bei entsprechender großer Wichtigkeit). Für Beispiele siehe die schon vorhandenen Artikel.
Außerdem über die fünf zuletzt Verstorbenen, zu denen es einen ausreichend guten Artikel für eine Präsentation auf der Hauptseite gibt, nach der todesbedingten Überarbeitung der Artikel ggf. auch unter Wikipedia Diskussion:Hauptseite informieren und sie am besten auch in den anderen Wikipedia-Sprachversionen eintragen. Tipp: Regelmäßig bei news.google.de nach „ist tot“, „gestorben“ oder „verstorben“ suchen.
Wenn eine Person gestorben ist, gibt es viele Seiten zu dieser Person in der Wikipedia, die davon auch betroffen sind und entsprechend aktualisiert werden müssen. Beispiele: Namenübersichtsseite, Geburtsjahr, Geburtsort-Seiten und viele mehr.
Wie finde ich die betroffenen Seiten?
Im Suchfeld auf der linken Seite gibt man den Suchbegriff so ein: „Vorname Nachname“. Dann klickt man auf Volltext und alle Seiten mit entsprechendem Suchtext werden aufgerufen. Hier sieht man dann schnell, wo auch das Todesjahr Sinn macht oder sogar ein Teil des Artikels angepasst werden muss. Auch hilft das „Werkzeug“ auf der linken Seite sehr gut, um solche Seiten aufzufinden: „Links auf diese Seite“. Somit ist die Wikipedia wieder aktuell in allen Bereichen! Hinweis: bei Eintragung der Kategorie „Gestorben JAHR“ wird der Missbrauchsfilter 49 ausgelöst, was jedoch nicht schlimm ist. Siehe: Spezial:Missbrauchsfilter/49
Dies ist eine Liste von im Jahr 1515 verstorbenen bekannten Persönlichkeiten. Die Einträge erfolgen innerhalb der einzelnen Daten alphabetisch sortiert. Tiere sind im Nekrolog für Tiere zu finden.

## Januar
| Tag       | Name              | Beruf, bekannt als           | Alter | Beleg |
| --------- | ----------------- | ---------------------------- | ----- | ----- |
| 1. Januar | Ludwig XII.       | König von Frankreich         | 52    |       |
| 7. Januar | Matthäus Landauer | deutscher Kaufmann und Mäzen |       |       |

## Februar
| Tag         | Name                 | Beruf, bekannt als                                               | Alter | Beleg |
| ----------- | -------------------- | ---------------------------------------------------------------- | ----- | ----- |
| 2. Februar  | Victor von Carben    | deutscher Rabbiner und Konvertit                                 |       |       |
| 6. Februar  | Aldus Manutius       | venezianischer Buchdrucker und Verleger                          |       |       |
| 8. Februar  | Wilhelm I.           | Landgraf der Landgrafschaft Hessen                               | 48    |       |
| 12. Februar | Philipp II. von Daun | Erzbischof des Erzbistums Köln (1508–1515)                       |       |       |
| 21. Februar | Diego Kolumbus       | spanischer Seefahrer, ein jüngerer Bruder von Christoph Kolumbus |       |       |

## März
| Tag      | Name               | Beruf, bekannt als                                                     | Alter | Beleg |
| -------- | ------------------ | ---------------------------------------------------------------------- | ----- | ----- |
| 1. März  | Veit von Fürst     | Jurist, Universitätsrektor und Statthalter des Reichslehens von Modena |       |       |
| 5. März  | Hermann Messmann   | Kaufmann, Ratsherr und Admiral der Hansestadt Lübeck                   |       |       |
| 23. März | Giacomo Cozzarelli | italienischer Maler                                                    | 61    |       |

## April
| Tag      | Name                         | Beruf, bekannt als                                 | Alter | Beleg |
| -------- | ---------------------------- | -------------------------------------------------- | ----- | ----- |
| 3. April | Bartholomäus von Münsterberg | Herzog von Münsterberg und Troppau; Graf von Glatz |       |       |

## Mai
| Tag    | Name            | Beruf, bekannt als                                                | Alter | Beleg |
| ------ | --------------- | ----------------------------------------------------------------- | ----- | ----- |
| 7. Mai | Hans von Hutten | württembergischer Stallmeister des Herzogs Ulrich von Württemberg |       |       |

## Juli
| Tag      | Name                              | Beruf, bekannt als                                  | Alter | Beleg |
| -------- | --------------------------------- | --------------------------------------------------- | ----- | ----- |
| 20. Juli | Íñigo López de Mendoza y Quiñones | kastilischer Politiker, Generalkapitän und Diplomat |       |       |

## August
| Tag        | Name                       | Beruf, bekannt als                                       | Alter | Beleg |
| ---------- | -------------------------- | -------------------------------------------------------- | ----- | ----- |
| 12. August | Werner von der Schulenburg | Staatsmann in pommerschen und brandenburgischen Diensten |       |       |

## September
| Tag           | Name                    | Beruf, bekannt als                      | Alter | Beleg |
| ------------- | ----------------------- | --------------------------------------- | ----- | ----- |
| 3. September  | Andreas Stiborius       | deutscher Astronom und Mathematiker     |       |       |
| 4. September  | Barbara von Brandenburg | Herzogin von Glogau, Königin von Böhmen | 51    |       |
| 9. September  | Joseph von Wolokolamsk  | Mönch, Abt, Klostergründer              |       |       |
| 14. September | Hans Bär                | Basler Ratsherr                         |       |       |

## Oktober
| Tag         | Name                   | Beruf, bekannt als                            | Alter | Beleg |
| ----------- | ---------------------- | --------------------------------------------- | ----- | ----- |
| 2. Oktober  | Barbara Zápolya        | Königin von Polen und Großfürstin von Litauen |       |       |
| 21. Oktober | Pleikard von Gemmingen | Grundherr auf Guttenberg und Gemmingen        |       |       |

## November
| Tag          | Name                          | Beruf, bekannt als                           | Alter | Beleg |
| ------------ | ----------------------------- | -------------------------------------------- | ----- | ----- |
| 3. November  | Diebold Schilling der Jüngere | Schweizer Chronist                           |       |       |
| 5. November  | Mariotto Albertinelli         | italienischer Maler                          | 41    |       |
| 6. November  | Peter Numagen                 | Schweizer Kleriker, Schriftsteller und Notar |       |       |
| 19. November | Claudine Grimaldi             | Herrin von Monaco                            |       |       |

## Dezember
| Tag          | Name                                   | Beruf, bekannt als                                             | Alter | Beleg |
| ------------ | -------------------------------------- | -------------------------------------------------------------- | ----- | ----- |
| 2. Dezember  | Gonzalo Fernández de Córdoba y Aguilar | spanischer General und Staatsmann                              | 62    |       |
| 11. Dezember | Dietrich Coelde                        | niederländischer Prediger und Schriftsteller                   |       |       |
| 16. Dezember | Afonso de Albuquerque                  | portugiesischer Politiker und Seefahrer; Gouverneur von Indien |       |       |

## Datum unbekannt
| Tag | Name                    | Beruf, bekannt als                                                          | Alter | Beleg |
| --- | ----------------------- | --------------------------------------------------------------------------- | ----- | ----- |
|     | Dionysius Böblinger     | deutscher Baumeister                                                        |       |       |
|     | Ettore Fieramosca       | italienischer Condottiere                                                   |       |       |
|     | Giovanni Giocondo       | italienischer Dominikaner                                                   |       |       |
|     | Lorenz Helmschmied      | Plattner und Harnischmacher                                                 |       |       |
|     | Bartolomeo Kolumbus     | spanischer Kosmograph und Seefahrer                                         |       |       |
|     | Laurentius Laurentianus | italienischer Mediziner und Philosoph                                       |       |       |
|     | Pietro Lombardo         | italienischer Bildhauer und Baumeister                                      |       |       |
|     | Eckhard von Manteuffel  | Herzoglicher Rat in Pommern                                                 |       |       |
|     | Meñli I. Giray          | Herrscher des Krimkhanats                                                   |       |       |
|     | Nezahualpilli           | Herrscher (Tlatoani) der mesoamerikanischen Stadt Texcoco                   |       |       |
|     | Goswin von Orsoy        | deutscher Theologe und Politiker, erster Kanzler der Universität Wittenberg |       |       |
|     | Anton Pilgram           | Bildhauer, Architekt                                                        |       |       |
|     | Heinrich Schodehoet     | Augustiner-Eremit und Weihbischof in Münster und Osnabrück                  |       |       |
|     | Kaspar II. Winzerer     | bayerischer Pfleger zu Tölz                                                 |       |       |